# Fig Tree
Fig Tree cuyo título en español es La higuera es una película coproducción de Israel y Etiopía filmada en colores dirigida por Aalam-Warqe Davidian sobre su propio guion basado en sus memorias juveniles, que se estrenó el 14 de marzo de 2019 en Israel y tuvo como actores principales a Betalehem Asmamawe, Weyenshiet Belachew, Rodas Gizaw y Mitiku Haylu.

## Sinopsis
Mientras transcurre la guerra civil en Etiopía, Mina, una joven judía de 16 años, descubre que su familia está planeando huir a Israel y trata de intervenir para que su novio cristiano Eli, que vive escondido para evitar ser reclutado por el Ejército, también pueda salvarse de la guerra, pero no siempre los planes salen como se los piensa.

## Comentario
El jurado oficial de la 16 edición del Festival de Cine Africano de Tarifa-Tánger, integrado por Berni Goldblat, June Givanni y Enrique González Kuhn, dijo que Fig Tree “ha sobresalido por la manera en que la idea principal, que aborda una temática muy complicada, es tratada mediante poesía visual, apoyada por grandes actuaciones y un sólido trabajo de guion y dirección.” 

## Premios y nominaciones
Festival de Cine Judío de Atlanta, 2019
- Aalam-Warqe Davidian ganadora del Premio del Jurado a nuevos directores

Academia de Cine de Israel, Premios 2018
- Daniel Miller ganador del premio al mejor director de fotografía
- Aalam-Warqe Davidian nominada al Premio al Mejor Guion
- Fig Tree nominada al Premio a la Mejor Película
- Arik Lahav-Leibovich nominado al Premio a la Mejor Edición
- Dani Avshalom nominado al Premio a la Mejor Dirección de Arte

Festival Internacional de Cine de Haifa, 2018
- Fig Tree nominada al Premio a la Mejor Película en competición

Festival Internacional de Cine de Seattle, 2019
- Fig Tree nominada al Premio del Jurado Futura Ola Juvenil a la Mejor Película de Ficción.

Festival Internacional de Cine de Toronto, 2018
- Ganadora del Premio del Público Eurimages a la mejor directora.[4]

Festival de Cine Africano de Tarifa-Tánger, 2019
- Fig Tree ganadora del Premio a la Mejor Película de Ficción en la sección Hipermetropía.[2]

Festival Internacional de Cine por Mujeres de Madrid, España
- Fig Tree ganadora del Premio a Mejor película 2019[5]
- Fig Tree ganadora del Premio Blogos de Oro

## Reparto
Intervinieron en la película los siguientes intérpretes:
- Betalehem Asmamawe	...	Mina
- Weyenshiet Belachew
- Rodas Gizaw
- Mitiku Haylu
- Mareta Getachew
- Yohannes Musa